# Франсуа Трюффо
Франсуа́ Трюффо́ (фр. François Truffaut; 6 лютого 1932, Париж, Франція — 21 жовтня 1984, Нейї-сюр-Сен, Франція) — французький кінорежисер, один із засновників «нової хвилі».

## Біографія

Франсуа Трюффо і Клод Жад на прем'єрі «Кохання, що втекло» у 1979 році

Франсуа Трюффо народився 6 лютого 1932 року в Парижі. Будучи позашлюбною дитиною, він не знав імені свого справжнього батька. Його виховувала мати і Роланд Трюффо, що усиновив його. Майбутній режисер залишив школу в 14 років. Значний вплив на юного Франсуа здійснив письменник і кінокритик Андре Базен, що прищепив йому любов до кіно. Разом із іншим майбутнім режисером, Жаном-Люком Годаром, Трюффо пише статті для журналу Базена «Кінозаписник». Згодом Трюффо працював з Годаром над сценаріями фільмів «На останньому подиху» та «Історія води».
У 1957 році Трюффо одружився з Мадлен Моргенштерн, яка народила у цьому шлюбі двох доньок (у 1959 і 1961). Тесть Франсуа Трюффо, продюсер і кінопрокатник Моргенштерн, допоміг своєму зятеві розпочати кар'єру в кіно. Уже першими картинами Трюффо сміливо заявив, що на кінематографічному небосхилі з'явилася нова зірка. А фільм «Чотириста ударів» назавжди вкарбував його ім'я серед поважних постатей світового кіно. Фільмуванню власних стрічок у Трюффо передував період критики, який звичайно був відображенням впливу А. Базена. В пресі того часу Трюффо часто називали «сердитий критик Трюффо».
У 1965 році Трюффо розлучився з Мадлен Моргенштерн. Пізніше він мав стосунки з акторками, що працювали з ним: Клод Жад (заручини 1968 року), Катрін Денев та Фанні Ардан. 
Помітне місце в творчості Трюффо займає своєрідний цикл фільмів, що їх об'єднує один герой, Антуан Дуанель. Цикл починається напів-автобіографічним фільмом «Чотириста ударів» (Les Quatre cents coups, 1959, Гран-прі на Каннському фестивалі) і продовжується в таких фільмах, як «Антуан і Колетт» (Antoine et Colette, новела у фільмі «Кохання у 20 років», 1962), «Вкрадені поцілунки» (Baisers volés, 1968, з Жаном-П'єром Лео, Клод Жад), «Родинне вогнище» (Domicile conjugale, 1970, Жан-П'єр Лео, Клод Жад), «Кохання, що втікає» (L'amoure en fuite, 1979, з Жан-П'єр Лео, Клод Жад).
Фільм Трюффо «Американська ніч» (1973) отримав премію «Оскар» в номінації «Найкращий іноземний фільм».
Найвідоміша роль Трюффо — у фільмі Стівена Спілберга «Близькі контакти третього ступеня» (1977).
У 1981 році в його фільмі «Сусідка» знялася акторка Фанні Ардан. Відтоді вона стала його улюбленою акторкою і партнеркою. Ардан народила від нього дочку.
Трюффо помер від раку мозку 21 жовтня 1984 року в паризькому передмісті Нейї-сюр-Сені.

## Фільмографія
- 1955 — «Візит» / Une visite
- 1957 — «Шантрапа» / Les Mistons
- 1959 — «Чотириста ударів» / Les quatre cents coups
- 1960 — «На останньому подиху» / À bout de souffle
- 1960 — «Стріляйте в піаніста» / Tirez sur le pianiste
- 1961 — «Історія води» / Une histoire d'eau
- 1961 — / Tire au flanc
- 1962 — «Антуан і Колетт» (новела у фільмі «Любов у 20 років») / Antoine et Colette en L'Amour à vingt ans
- 1962 — «Жуль і Джим» / Jules et Jim
- 1964 — «Ніжна шкіра» / La Peau douce
- 1966 — «451 градус за Фаренгейтом» / Fahrenheit 451
- 1968 — «Наречена була в чорному» / La mariée était en noir
- 1968 — «Вкрадені поцілунки» / Baisers volés
- 1969 — «Сирена з „Міссісіпі“» / La Sirène du Mississippi
- 1969 — «Дика дитина» / L'Enfant sauvage
- 1970 — «Родинне вогнище» / Domicile conjugal
- 1971 — «Дві англійки та „Континент“» / Les deux anglaises et le continent
- 1972 — «Така красунечка, як я» / Une belle fille comme moi
- 1973 — «Американська ніч» / La Nuit américaine
- 1975 — «Історія Аделі Г.» / L'Histoire d'Adèle H.
- 1976 — «Кишенькові гроші» / L'Argent de poche
- 1977 — «Чоловік, котрий любив жінок» / L'Homme qui aimait les femmes
- 1978 — «Зелена кімната» / La Chambre verte
- 1979 — «Кохання, що втекло» / L'Amour en fuite
- 1980 — «Останнє метро» / Le Dernier Métro
- 1981 — «Сусідка» / La Femme d’à côté
- 1983 — «Веселенька неділька» (Швидше б неділя!) / Vivement dimanche!